# Tate Smith
Tate Smith (ur. 19 listopada 1981) – australijski kajakarz. Złoty medalista olimpijski z Londynu.
Zawody w 2012 były jego drugimi igrzyskami olimpijskimi, debiutował w 2008 w Pekinie. W 2012 triumfował w czwórce na dystansie 1000 metrów. Osadę tworzyli także Dave Smith (nie spokrewniony), Murray Stewart i Jacob Clear. W K-4 był srebrnym medalistą mistrzostw świata w 2011.